# Carl August Bembé
Carl August Bembé (* 8. April 1900 in Mainz; † 7. Januar 1955 in Riederau) war ein deutscher Architekt und Designer.

## Leben
Carl August Bembé war der Sohn des Genremalers Carl Bembé, der mit seiner Familie vor dem Ersten Weltkrieg in Paris und Florenz lebte. Er war Schüler des Landerziehungsheims Schondorf und begann nach der Teilnahme am Ersten Weltkrieg mit dem Studium der Architektur an der Technischen Hochschule München. Anschließend war er zeitweilig Assistent von Paul Bonatz an der Technischen Hochschule Stuttgart. Ab 1923 war er als freier Architekt tätig.
Bembé entwarf über 200 Privathäuser, aber auch Tankstellen und Rasthäuser sowie Yachten für das Unternehmen Maybach-Motorenbau und Inneneinrichtungen für Fahrzeuge der Marken Opel und Adler. Manfred Curry ließ nach Plänen von Bembé bei der Bootswerft Josef Steinlechner das Hausboot Tiger mit Wasser- und Telefonanschluss bauen und ankerte damit vor dem Riederauer „Currys Inn“. Carl August Bembé entwickelte außerdem Holzrahmen-Konstruktionen für Garten- und Sommerhäuser.

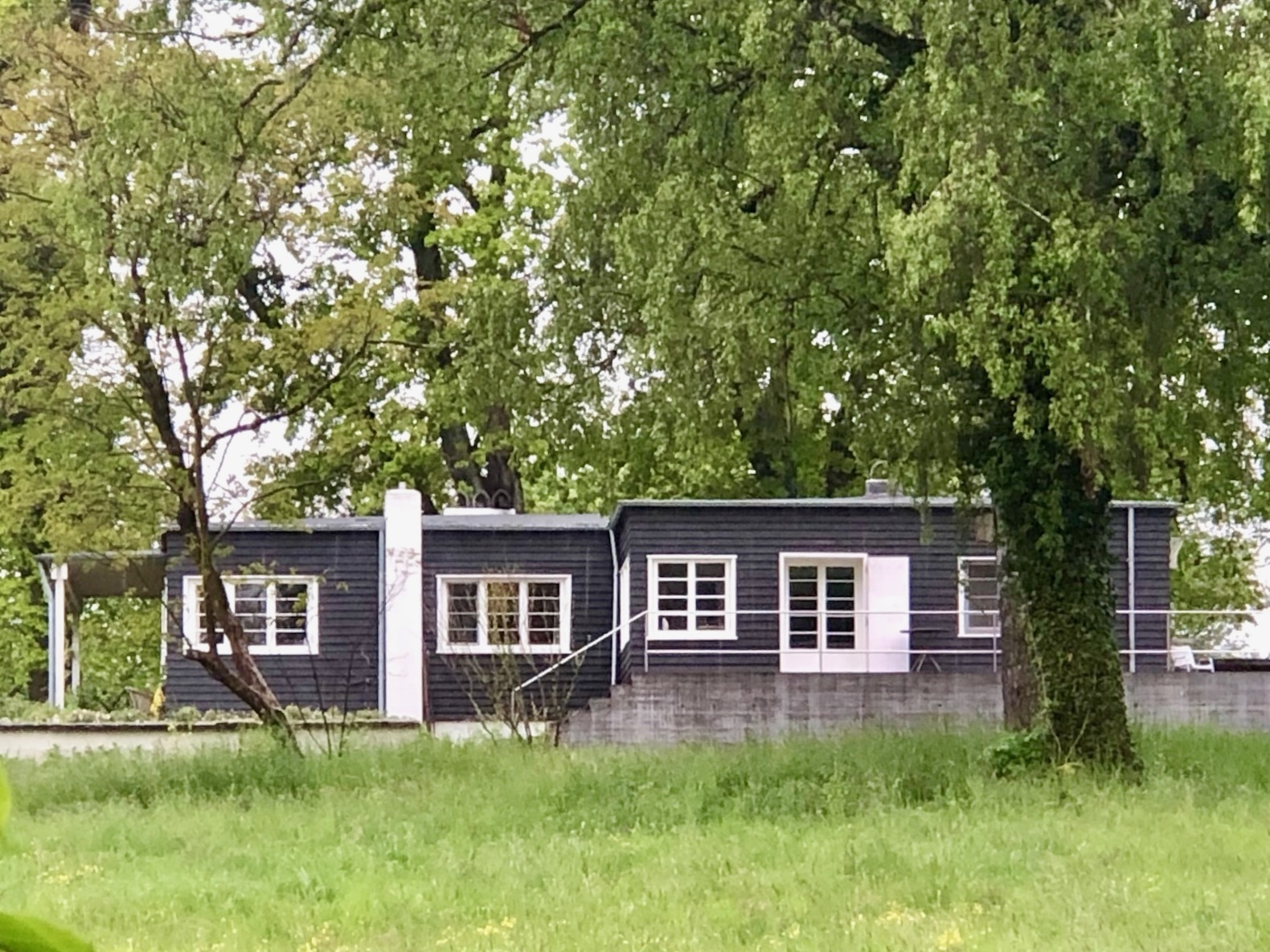
Bembés Ferienhaus in Riederau

Unter Denkmalschutz steht das Wohnhaus in Riederau, Curry Park 1, sein eigenes Ferienhaus, das von ihm in Formen des Neuen Bauens 1928 errichtet und 1935 erweitert wurde. Es gilt als „der erste Flachdachbau Bayerns“ und ist damit einerseits ein Meilenstein der Moderne. Andererseits fügte Bembé sein Haus durch die traditionelle Holzkonstruktion, die dunkle Holzverkleidung und andere Ausstattungselemente in das Umfeld ein.
Am 1. Mai 1936 wurde die erste Reichsautobahn-Tankstelle an der Anschlussstelle Darmstadt eröffnet, die der von Bembé entworfenen Muster-Tankstelle in Nierentischform entsprach und damit ein Vorläufer der Bauart der Reichsautobahn-Tankstelle Fürstenwalde war.
1938 reiste Bembé in die USA zu Walter Gropius. Bis 1939 betrieb er in München ein Architekturbüro. 1939 wurde er zur Wehrmacht eingezogen. Seine Familie zog ins Sommerhaus in Herrsching, um der Bombardierung zu entkommen. 1945 fand er wieder Kontakt zu Paul Bonatz, Lois Welzenbacher und Walter Gropius. Gropius unterstützte seine Bewerbung um eine Professur am Rensselaer Polytechnic Institute in Troy (New York), wo er ab 1948 unterrichtete. 
Carl August Bembé starb am 7. Januar 1955 an einer Herzerkrankung.

## Schriften
- Lage und Gestaltung von Tankstellen. In: Deutsche Bauzeitung, 73. Jahrgang 1939, Nr. 10, S. 224–229.
- Von der Linie zum Raum. Gedanken zur heutigen Architektur. 1. Auflage, Verlag Callwey, München 1953 / 2. Auflage, ebenda 1958.